# Beriu
Beriu é uma comuna romena localizada no distrito de Hunedoara, na região histórica da Transilvânia. A comuna possui uma área de 184.79 km² e sua população era de 3196 habitantes segundo o censo de 2007.